# Per-Erik Hagdahl
Per-Erik Hagdahl, född 19 november 1929 i Stockholm, död 7 september 1982, var en svensk konstnär, tecknare och grafiker.
Hagdahl studerade konst vid Konsthögskolan i Stockholm samt under studieresor till Paris och Frankrike. Han är representerad vid Nordiska museet, Kalmar konstmuseum  och Moderna museet i Stockholm. Hagdahl är begravd på Västberga begravningsplats.